# Многочетинести червеи
Многочетинестите червеи (Polychaeta, Полихети) са клас прешленести червеи съставляващи голяма част от видовото разнообрание на типа. Полихетите са предимно морски свободно живеещи прешленести червеи водещи дънен начин на живот. Представляват важно трофично звено в храната на много бентосоядни риби.
В Черно море се срещат пет вида многочетинести червеи, които могат да бъдат застрашени или са важни поради ролята им във функционирането на екосистемата:
- Eteone siphonodonta Claparède, 1868
- Hesionides arenarius (Friedrich, 1936)
- Nainereis laevigata (Grube, 1855)
- Ophelia bicornis Savigny, 1818
- Phyllodoce nana Saint-Joseph, 1906

## Морфологични особености
Полихетите имат удължено червеовидно тяло, което е леко сплеснато в дорзовентрално направление. Размерите им варират от няколко милиметра до около три метра. Тялото им е начленено и отделните сегментите варират от 5 до 800 броя. При една част от полихетите, главно при подвижните видове, сегментацията е хомономна. При този тип членчетата на тялото са еднакви по форма и размери. При прикрепените и заравящи се в грунта форми сегментацията е хетерономна – членчетата на тялото са с различна форма и размери. Предния главов край се състои от предустен сегмент или простомиум и устен сегмент – перистомиум. На двата главови сегмента са концентрирани и по-голямата част от сетивните органи представляващи пипала (антени), палпи, цири, прости очички.
Характерна особеност на полихетите е наличието на чифтни странични израстъци на членчетата на тялото, наречени параподи. Представляват къси, мускулести, подвижни израстъци, които са разположени странично на всеки сегмент. Всеки парапод се състои от една базална част и две дистални части. Горната гръбна част се нарича нотопод, а долната коремна част – невропод. От основата на нотопода и невропода излиза по едно късо пръстовидно пипало, наречено цирус. Във всяка от двете части има и по едно снопче четинки, част от които стърчи навън и има функция при движението. Формата и размерите на параподите варират при различните видове. Появата и развитието на параподите при полихетите е важна прогресивна стъпка в еволюцията на безгръбначните животни. От тях впоследствие са произлезли начленените крайници на членестоногите.
Тялото на полихетите е покрито от еднослоен кожен епител и тънка кутикула. В епителния пласт на кожно-мускулната торба се намират и много кожни жлези. При прикрепените видове кожните жлези отделят секрет, който се втвърдява и образува плътна тръбичка, в която животните могат да прибират тялото си. При много видове тръбичките са заздравени и от различни екзогенни елементи (песъчинки, части от черупки) като изпълняват защитна функция. Под епителния пласт се намират два слоя мускули: външен, образуван от пръстеновидни мускули и вътрешен – от надлъжни мускули. Вторичната телесна празнина е покрита също от еднослоен епител.

### Храносмилателна система
Устата е разположена на втория главов сегмент. Това е началото на храносмилателната система. Следват мускулеста глътка, снабдена при някои видове с хитинени зъбчета, предно, средно и задно черво. По-голяма част от полихетите са хищници и се хранят с по-дребни безгръбначни животни. Някои от прикрепените в тръбички форми имат силно развити и разклонени главови палпи, които насочват към устата различни микроорганизми и носени във водата хранителни частици.

### Кръвоносна система
Кръвоносната система е от затворен тип. Състои се от два главни кръвоносни съда: гръбен, по който кръвта тече отзад напред и коремен, по който кръвта тече отпред назад. Двата главни кръвоносни съда се съединяват чрез множество метамерно разположени напречни по-малки съдове и лакуни, които са остатъци от първичната телесна празнина. При много от видовете кръвта е червена поради наличието на хемоглобиноподобен пигмент. При малко, предимно дребни видове полихети, кръвоносна система липсва и нейната функция се поема от целомната течност.

### Отделителна система
Тя е от метанефридиален тип. Представена е от множество нефридии, разположени метамерно по един чифт на всеки сегмент на тялото. Нефростомата на всеки нефридий се открива в целомната празнина на членчето, но неговото каналче пронизва напречната мезентериална преграда на задната страна на членчето като преминава в следващия сегмент. Тя се отваря чрез нефропоруса на страничната част на тялото. При много полихети отделителна функция изпълняват и някои едри клетки, наречени хлорагогенни клетки. Те са разположени в перитонеалния епителии, в който се натрупват отпадни продукти като гуанин, соли на пикочната киселина.

### Дишане
Една част от по-нисшите представители дишат чрез цялото тяло, но при повечето видове дихателни функции изпълняват и някои части на параподите – цирусите, които се превръщат в своеобразни хриле. Дихателна функция изпълняват и силно развитите главови палпи при седящите видове.

### Нервна система
Нервната система е добре развита, особено при подвижните и хищни видове. Централната нервна система се състои от един чифт мозъчни ганглии, разположени над глътката, един чифт подглътъчни ганглии, окологлътъчни конективи и чифтна коремна нервна верига с ганглии за всеки сегмент. Важна прогресивна особеност в развитието на нервната система при полихетите е, че тя потъва от кожно-мускулната торба в телесната празнина.
Сетивните органи са многобройни и добре развити. В кожата има много чувствителни клетки, а на главовия край чувствителни функции изпълняват антените, палпите, специални ресничести ямички на простомиума. При много видове се развиват и органи на равновесие – статоцисти, както и зрителни органи. Очите са една или две двойки, разположени обикновено на простомиума. Много седящи видове имат очи и на силно развитите главови палпи. При много полихети очите са сложно устроени и имат роговица, стъкловидно тяло, леща и типична ретина, подобно на висшите животни.

### Полова система
Огромната част от видовете са разделнополови. Мъжките и женски полови жлези се образуват под перитонеалния епителии на почти всички сегменти на тялото. Обикновено са в близост до параподите или отворите на нефридиите. Когато половите продукти – яйца и сперматозоиди узреят половите жлези се пукат и половите продукти попадат в телесната празнина. Оплождането при повечето е външно.

## Размножаване
При някои тихоокеански полихети е описан интересен начин на полово размножаване, наречен „епигамия“ или „епитокия“. При тези видове половите продукти се развиват само в задните членчета на тялото, които се означават катоепитокна част. Обикновено тези членчета се различават морфологически от сегментите на предната атокна част на тялото. Червото в епитокната част дегенерира, параподите се разрастват много и придобиват плавателни функции, стените на тялото изтъняват и под тях се виждат многобройпите полови жлези. Зрелите епитокни части при много видове се откъсват от предната атокна част, издигат се от дъното и плават с помощта на параподите. След оплождането епитокната част загива. При някои видове епитокните части се издигат на повърхността на океана в точно определено време на годината и се ловят в огромни количества от местното население, което ги използва за храна.
Други полихети освен по полов път се размножават и по безполов начин. Той се изразява в надлъжно или странично пъпкуване.
Развитието е пряко или с метаморфоза. Ларвната форма на развиващите се с метаморфоза видове се нарича трохофора. Тя има кръгла или овална форма и плава с помощта на реснички. След известен период на нарастване и развитие се превръща в сегментирана метатрохофора, която по-късно се превръща във възрастен индивид.

## Класификация
Клас Многочетинести червеи
- Подклас Aciculata
  - Семейство Levidoridae
  - Разред Amphinomida
    - Семейство Amphinomidae
    - Семейство Euphrosinidae

  - Разред Eunicida
    - Семейство Dorvilleidae
    - Семейство Eunicidae
    - Семейство Hartmaniellidae
    - Семейство Ichthyotomidae
    - Семейство Lumbrineridae
    - Семейство Oenonidae
    - Семейство Onuphidae

  - Разред Myzostomida
    - Семейство Endomyzostomatidae
    - Семейство Myzostomida
    - Семейство Myzostomidae

  - Разред Phyllodocida
    - Подразред Aphroditiformia
      - Семейство Acoetidae
      - Семейство Aphroditidae
      - Семейство Eulepethidae
      - Семейство Iphionidae
      - Семейство Pholoidae
      - Семейство Polynoidae
      - Семейство Sigalionidae

    - Подразред Glyceriformia
      - Семейство Glyceridae
      - Семейство Goniadidae
      - Семейство Lacydoniidae
      - Семейство Paralacydoniidae

    - Подразред Nereidiformia
      - Семейство Antonbruunidae
      - Семейство Chrysopetalidae
      - Семейство Hesionidae
      - Семейство Nereididae
      - Семейство Pilargidae
      - Семейство Syllidae

    - Подразред Phyllodocida
      - Семейство Iospilidae
      - Семейство Nautiliniellidae
      - Семейство Nephtyidae
      - Семейство Typhloscolecidae
      - Семейство Tomopteridae

    - Подразред Phyllodociformia
      - Семейство Alciopidae
      - Семейство Lopadorhynchidae
      - Семейство Phyllodocidae
      - Семейство Pontodoridae
- Подклас Canalipalpata – Тръбни червеи
  - Разред Sabellida
    - Семейство Caobangidae
    - Семейство Fabriciidae
    - Семейство Oweniidae
    - Семейство Sabellariidae
    - Семейство Sabellidae
    - Семейство Serpulidae – Серпулиди
    - Семейство Siboglinidae

  - Разред Spionida
    - Семейство Chaetopteridae
    - Подразред Spioniformia
      - Семейство Aberrantidae
      - Семейство Apistobranchidae
      - Семейство Heterospionidae
      - Семейство Longosomatidae
      - Семейство Magelonidae
      - Семейство Poecilochaetidae
      - Семейство Spionidae
      - Семейство Trochochaetidae
      - Семейство Uncispionidae

  - Разред Terebellida
    - Подразред Cirratuliformia
      - Семейство Acrocirridae
      - Семейство Cirratulidae
      - Семейство Ctenodrilidae
      - Семейство Fauveliopsidae
      - Семейство Flabelligeridae
      - Семейство Flotidae
      - Семейство Poeobiidae
      - Семейство Sternaspidae

    - Подразред Terebellomorpha
      - Семейство Alvinellidae
      - Семейство Ampharetidae
      - Семейство Pectinariidae
      - Семейство Terebellidae
      - Семейство Trichobranchidae
- Подклас Scolecida
  - Семейство Arenicolidae
  - Семейство Capitellidae
  - Семейство Cossunidae
  - Семейство Maldanidae
  - Семейство Opheliidae
  - Семейство Orbiniidae
  - Семейство Paraonidae
  - Семейство Scalibregmatidae